# Istanbul Challenger Cup
La Istanbul Challenger Cup, nota come PTT Cup per motivi di sponsorizzazione, è stato un torneo professionistico maschile di tennis giocato su campi in cemento. Faceva parte dell'ATP Challenger Tour. Si é giocata la sola edizione del 2013 sui campi dell'İstanbul Tenis Kulübü a Istanbul, in Turchia. Non va confuso con l'Istanbul Challenger, altro torneo di categoria della capitale turca.

## Albo d'oro

### Singolare
| Anno | Campione        | Finalista | Punteggio            |
| ---- | --------------- | --------- | -------------------- |
| 2013 | Benjamin Becker | Dudi Sela | 6–1, 2–6, 3–2 ritiro |

### Doppio
| Anno | Campioni                     | Finalisti                  | Punteggio        |
| ---- | ---------------------------- | -------------------------- | ---------------- |
| 2013 | James Cluskey Fabrice Martin | Brydan Klein Ruan Roelofse | 3–6, 6–3, [10–5] |